# États généraux du film documentaire
Les États généraux du film documentaire est un festival organisé chaque année à Lussas, le « village-cinéma ».

## Histoire
En 1983, Jean-Marie Barbe, originaire de Lussas, participe à Paris à la création de la Bande à Lumière dans l'optique de soutenir le documentaire, qui reçoit peu d'aides, dans les politiques de fonds de soutien au cinéma. Sous l’impulsion de la Bande à lumière et de l'association Ardèche Images vont s'organiser les premiers États généraux du film documentaire en 1989. 
L’objectif est d’organiser une manifestation non compétitive,. Jean-Marie Barbe devient délégué général des États généraux.
L'édition de 1996, la 7e, est particulièrement influencée par les grèves de 1995 en France.
Avec les années 2000, l’activité à Lussas se prolonge et s’étend : Barbe fonde le premier programme de résidence d’écriture et rencontres de coproductions Africadoc à Gorée au Sénégal. En 2004, il cède son rôle de délégué général des États généraux à Pascale Paulat. En 2015, Barbe travaille sur l'idée d’une plateforme de diffusion de documentaires d’auteur sur internet. Ce projet, Tënk, se concrétise et voit le jour en août 2016, officialisé lors de l’ouverture des États généraux du film,.

## Objectifs et fonctionnement
Les États généraux du film documentaire a pour principal objectif de faciliter les rencontres entre les professionnels et les étudiants en cycle artistique (cinéma et audiovisuel) et de privilégier les échanges entre les réalisateurs et un public motivé par le cinéma documentaire.
« La programmation explore des pays ou des pans d’histoire du documentaire rarement défrichés. L’absence de compétition favorise la découverte tous azimuts. » Les projections ont lieu à Lussas et dans les villages voisins, y compris chez l'habitant.
Le festival est associé à la Maison du doc, une entité créée en 1994 par les organisateurs du festival, et  qui permet aux réalisateurs de déposer leurs œuvres pour avoir un accès exclusif aux autres œuvres déposées. À peu près 1 000 films sont déposés chaque année.

### Partenaires institutionnels
- Ministère de la Culture
- Centre national du cinéma et de l'image animée
- Région Auvergne-Rhône-Alpes
- Département de l'Ardèche
- SCAM
- SACEM
- Procirep
- Communauté de communes Berg et Coiron

### Presse
- Clarisse Fabre, « Journal de Lussas : le village-cinéma », Le Monde,‎ 21 août 2012 (lire en ligne).
- Julie Savelli, « L'énergie politique de Lussas » sur Cadrage.net.